# Tiago Apolónia
Tiago André Barata Feio Peixoto Apolónia ComIH (Lisboa, 28 de Julho de 1986) é um mesa-tenista português.

## Biografia
Junto com Marcos Freitas, foi 3.º colocado em duplas no Campeonato Europeu de 2008.
É atleta olímpico desde 2008 e conseguiu um 5.º lugar em equipas nos Jogos Olímpicos de 2012 em Londres.[carece de fontes?]
Em Outubro de 2010 venceu o Open da Áustria com uma vitória na final (4-3) sobre o alemão Timo Boll, número dois do ranking e actual campeão da Europa.[carece de fontes?]
Em Outubro de 2010 era o 32.º do ranking mundial. Actualmente tem a melhor posição de um português de sempre tendo ficado em 19.º do ranking mundial de Dezembro de 2010.[carece de fontes?]
Tiago Apolónia é jogador do 1. FC Saarbrücken da Alemanha.[carece de fontes?]
Conquistou o Campeonato Europeu pela Selecção Nacional em 2014.
A 1 de Dezembro de 2014, conjuntamente com os seus colegas de equipa e treinadores, foi feito Comendador da Ordem do Infante D. Henrique.